# 備後赤坂站
備後赤坂站（日语：／ Bingo-Akasaka eki */?）是西日本旅客鐵道（JR西日本）山陽本線的車站，位於廣島縣福山市赤坂町大字赤坂。

## 歷史
- 1916年（大正5年）6月5日 - 鐵道院山陽本線福山站至松永站之間開設此站，當時名為水越站（日语：／）。為旅客、貨運車站。
  - 當時車站位於廣島縣沼隈郡赤坂村（日语：赤坂村 (広島県)）大字赤坂。
- 1918年（大正7年）1月1日 - 車站改名為備後赤坂站。
- 1956年（昭和31年）9月30日 - 赤坂村編入至福山市（第一次），車站位於廣島縣福山市赤坂町大字赤坂。
- 1960年（昭和35年）10月15日 - 終止貨物起卸業務。
- 1966年（昭和41年）5月1日 - 福山市（第二次）成立，車站位於廣島縣福山市赤坂町大字赤坂。
- 1987年（昭和62年）4月1日 - 國鐵分割民營化，車站由西日本旅客鐵道（JR西日本）營運。
- 2007年（平成19年）
  - 2月7日 - 綠色窗口開始營業[2]。
  - 6月27日 - 引入可接受ICOCA的簡易型自動閘機（日语：自動改札機）。
  - 9月1日 - 此站可以使用ICOCA。
- 2016年（平成28年）
  - 4月20日 - 引入CTC[3][4]，閘口與月台設置了LED式列車出發資訊牌。
  - 5月12日 - 變更運行管理系統，更新車站自動廣播系統。
- 2020年（令和2年）2月29日 - 綠色窗口結束營業[5][6]。

## 車站構造

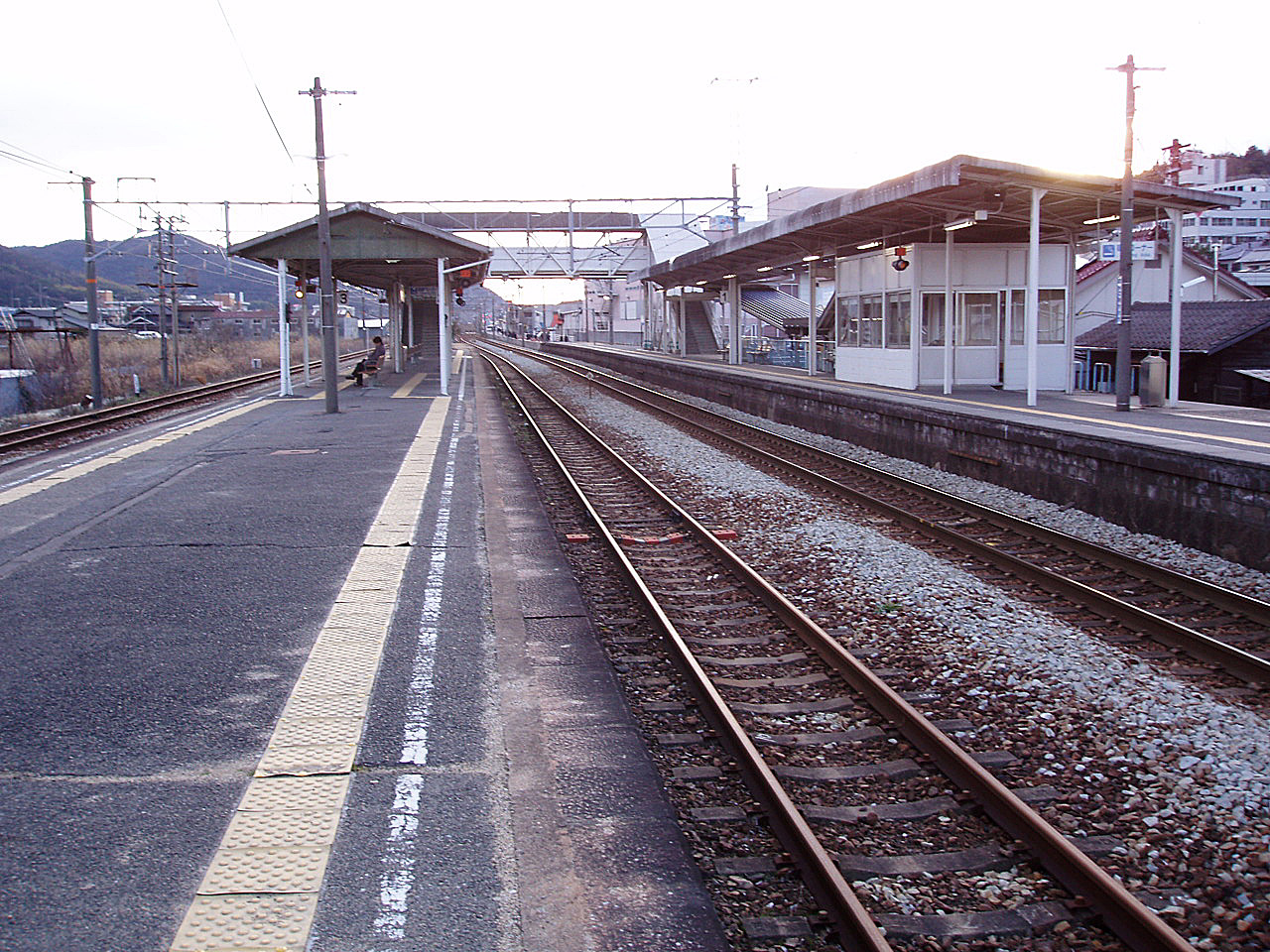
月台

車站為一座地面車站，設有1面1線的單式月台和1面2線的島式月台，合共2面3線的混合式月台。站房位於福山方向月台（1號月台），設有跨線橋連接廣島方向月台（2、3號月台）。車站可以使用ICOCA與其互相可以使用的IC卡。自動閘機是簡易式閘機。

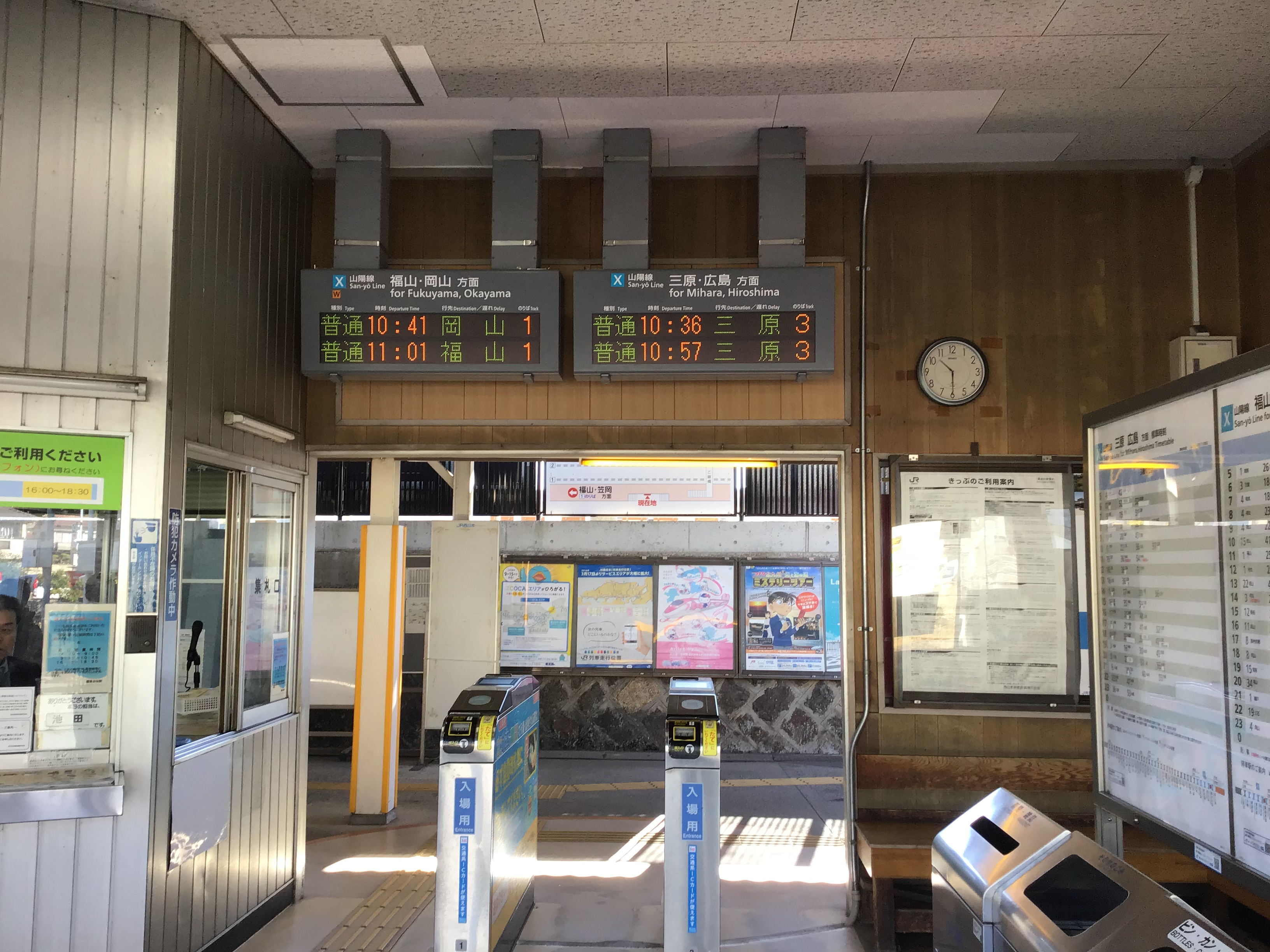
閘機

此站為由尾道站管理的無人車站。

### 月台
| 月台 | 路線         | 上下行       | 方向                 | 備註                       |
| ---- | ------------ | ------------ | -------------------- | -------------------------- |
| 1    | 山陽本線     | 上行         | 福山、岡山方向       |                            |
| 2    | （備用月台） | （備用月台） | （備用月台）         | （備用月台）               |
| 3    | 山陽本線     | 下行         | 尾道、三原、廣島方向 | 廣島方向的列車需在糸崎轉乘 |

在引入運行管理系統前，此站已經有進站音樂，在引入後播放JR西日本標準進站音樂。在2012年5月前，1號月台是播放「出發好日子」，2、3號月台是播放「百萬朵玫瑰」。
福山、倉敷、岡山方向列車使用1號月台，尾道、三原、廣島方向列車使用3號月台。2號月台是上下行線共用的待避線（中線），通常沒有列車停站。最近一次有列車停站是供金光臨停泊。在南邊設有一條沒有月台的下行待避線。在發生事故、災難使時間表混亂時，貨物列車會以此停站。另外，此站沒有快速列車班次，因此不會有營業列車通過或追越。

## 使用狀況
以下為近年1日平均乘車人次：
| 年度               | 1日平均 乘車人次 |
| ------------------ | ---------------- |
| 2001年（平成13年） | 1,551            |
| 2002年（平成14年） | 1,507            |
| 2003年（平成15年） | 1,549            |
| 2004年（平成16年） | 1,586            |
| 2005年（平成17年） | 1,649            |
| 2006年（平成18年） | 1,729            |
| 2007年（平成19年） | 1,675            |
| 2008年（平成20年） | 1,696            |
| 2009年（平成21年） | 1,696            |
| 2010年（平成22年） | 1,712            |
| 2011年（平成23年） | 1,732            |
| 2012年（平成24年） | 1,740            |
| 2013年（平成25年） | 1,805            |
| 2014年（平成26年） | 1,740            |
| 2015年（平成27年） | 1,820            |
| 2016年（平成28年） | 1,857            |
| 2017年（平成29年） | 1,871            |

## 車站周邊

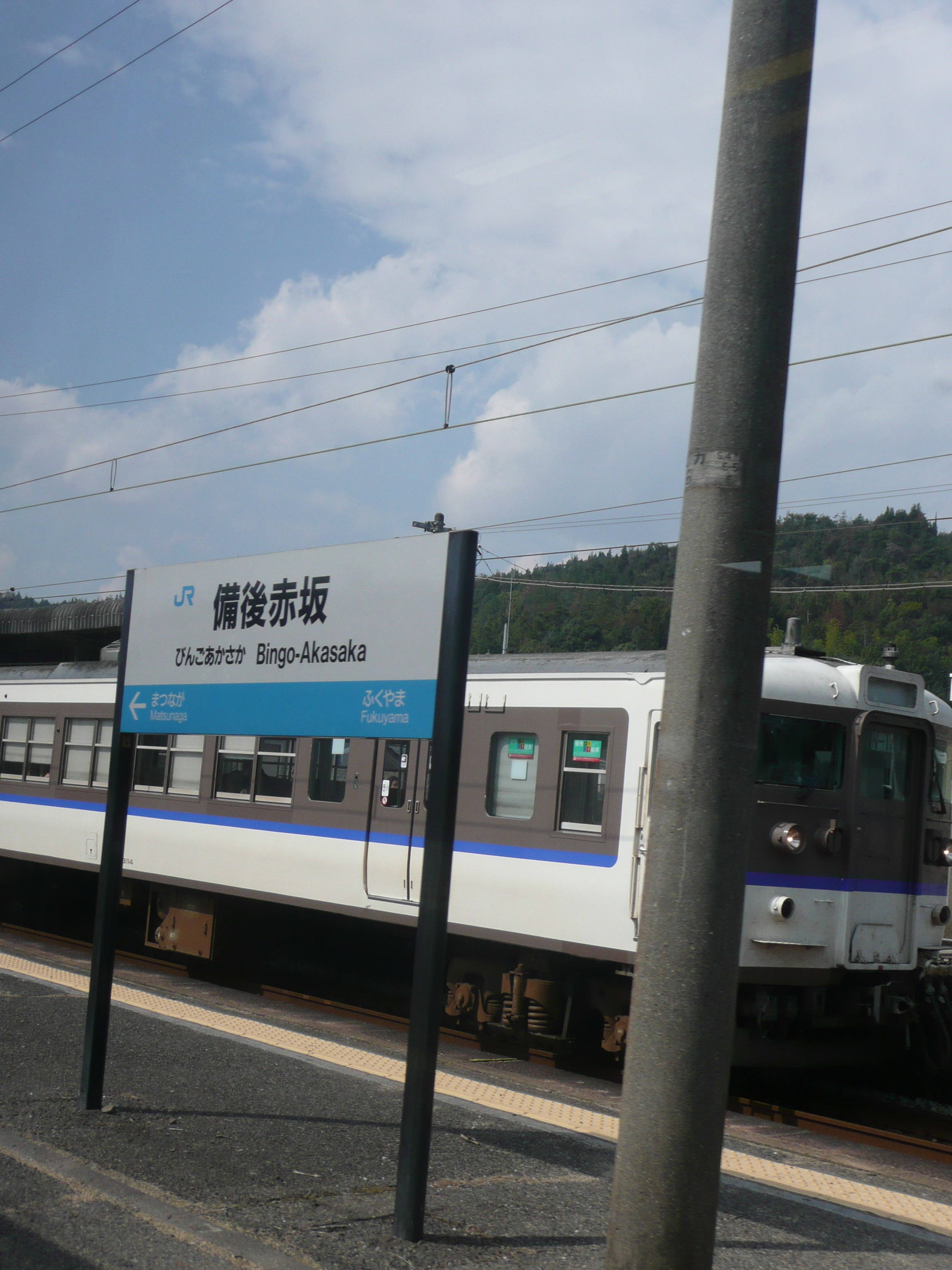
站名牌

- 福山西警署（日语：福山西警察署）赤坂駐在所
- 廣島縣東部駕駛執照中心（日语：広島県東部運転免許センター）
- 太陽家具（日语：太陽家具百貨店）福山店
- 神原醫院
- 福山市立濟美中學（日语：福山市立済美中学校）
- 福山市立福山中學/高等學校（日语：福山市立福山中・高等学校）
- 購物廣場 Safa福山

EVERY、龜屋釣具、眼鏡之田中、CoCo壹番屋等
- NICHIE（日语：ニチエー (小売業)）瀨戶店（食品超市）

### 巴士路線
- 鞆鐵巴士（日语：鞆鉄道）

## 其他
- 在ICOCA的使用紀錄中，此站會以「備赤坂」顯示。

## 相鄰車站
西日本旅客鐵道
 山陽本線
福山－備後赤坂－松永

## 注腳
1. 1 2  .   [2020-03-25]. （原始内容存档于2016-09-15）.
2. ↑  JR時間表2007年2月號
3. ↑  .   [2020-03-25]. （原始内容存档于2020-03-24）.
4. ↑  .   [2020-03-25]. （原始内容存档于2020-03-24）.
5. ↑  . 西日本旅客鐵道.   [2020-01-31]. （原始内容存档于2020-01-31）.
6. ↑   (PDF) (新闻稿). 西日本旅客鐵道岡山分社. 2020-01-30  [2020-02-02]. （原始内容存档 (PDF)于2020-02-02） （日语）.
7. ↑  《統計ふくやま》 （页面存档备份，存于） - 福山市

## 外部連結
- 備後赤坂｜車站資訊：JR出門網 - 西日本旅客鐵道